# Bahrám V.
Bahrám V., řečený Gór (tj. Onager), byl perský velkokrál z rodu Sásánovců vládnoucí v letech 421–439. Jeho otcem byl král Jazdkart I. (vládl v letech 399–421), synem a nástupcem král Jazdkart II. Bahrám Gór je romantickou postavou na perském trůně, opěvovanou pro svou loveckou vášeň a srdnatost v literatuře i umění, například v díle Nizámího. Oblíbeným námětem je pověst o jeho střeleckém umění, kdy měl na přání své konkubíny udělat z gazelího samce samici a ze samice samce tím způsobem, že bezrohé samici vstřelil do hlavy dva šípy místo růžků a samci jeho růžky ustřelil.

## Počátek vlády
Bahrám strávil dětství na dvoře lachmovských vládců v Híře na jihu Mezopotámie a jeho cesta k moci byla všechno jiné než pokojná. Po smrti Jazdkarta I., nenáviděného pro svou smířlivou politiku zejména vůči křesťanům, nechtěli totiž perští velmoži uznat následnictví ani jednoho z jeho tří synů: Šápúra, Bahráma a Narséa. Šápúr jako nejstarší z nich se sice pokusil převzít v Ktésifóntu moc, avšak brzy byl zabit a na jeho místo dosadila šlechta prince Husrava, člena vedlejší větve sásánovské dynastie. Bahrám musel v říši intervenovat s pomocí lachmovského vojska, aby prosadil svá dědická práva – a i poté se musel výslovně zavázat, že „obnoví vše, co jeho otec rozvrátil“. Hned po nástupu na trůn začal Bahrám pronásledovat křesťany, jednou z prominentních obětí perzekuce se stal bývalý Jazdkartův dvořan a křesťanský biskup Svatý Jakub Perský zvaný pro způsob své mučednické smrti Rozřezaný (latinsky Intercisus).

## Bahrámovy války
Hned po nástupu na trůn vedl Bahrám Gór válku s východořímskou říší, avšak s nevalnými výsledky: roku 422 byl uzavřen mír, aniž by některá ze stran získala jakékoli územní zisky. Bahrám a císař Theodosius II. se v mírové smlouvě zavázali, že zarathuštrovci i křesťané smí požívat v obou zemích náboženských svobod – ustanovení pro Římany bez praktické ceny a z perské strany později často porušované. Na druhé straně přislíbil císař Peršanům vyplácení určitých dávek výměnou za ochranu kavkazských průsmyků před nomády.
Daleko těžší boje čekaly Bahráma v příštích letech na východě. Tam se po roce 400 stále častěji setkáváme s etnikem, označovaným v pramenech jako Hefthalité či Bílí Hunové. Jeho původ i jazyková příslušnost je mezi badateli dodnes sporná, jisté je jen to, že v roce 427 musel Bahrám proti jeho příslušníkům podniknout vojenskou výpravu, aby na pomezí obnovil autoritu říše. Během bojů byl král Hefthalitů zabit, jeho žena zajata, a Peršané dokonce ukořistili i nepřátelskou královskou korunu. Ta byla spolu se zajatou královnou dopravena do chrámu ohně Átur-e Gušnasp v Ázerbájdžánu. Přesto neznamenalo vítězství konec hefthalitského nebezpečí – východní hranice říše zůstala pro Sásánovce i nadále neuralgickým bodem.

## Vnitřní politika

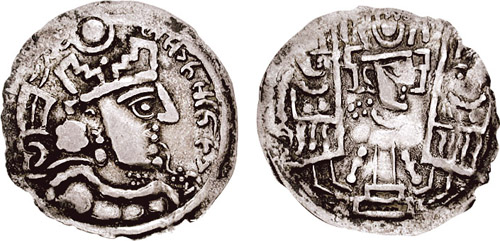
Mince Bahráma V.

V oblasti správy vsadil Bahrám na kontinuitu s předchozím obdobím, takže v jeho službách působila řada lidí z okolí Jazdkarta I. Král podporoval umění i vědy a pro svůj rytířský charakter byl u poddaných velmi oblíben. Větší problémy uvnitř říše mu způsobovala vlastně jen neklidná situace v Arménii, kde byla šlechta nespokojena s vládou krále Ardašíra, dosazeného na trůn roku 422. Bahrám nakonec respektoval přání Arménů, zbavil krále moci a na jeho místo dosadil sásánovského místodržitele – Arménie se stala perskou provincií.
Do dob panování Bahráma Góra zasazují křesťanská martyrologia smrt řady mučedníků, takže je zjevné, že ke sporadickým pronásledováním docházelo navzdory ustanovením římsko-perské smlouvy z roku 422. Zdá se však, že rozsah těchto akcí nelze ani v nejmenším srovnávat s perzekucí za Šápúra II. (cca 340/341–379).

## Bahrámova smrt
Podle perských pramenů zahynul Bahrám během lovu – spadl prý v Médii do jámy a jeho tělo nebylo nikdy nalezeno. Vládu v říši po něm bez potíží převzal syn Jazdkart.